# 10. září
10. září je 253. den roku podle gregoriánského kalendáře (254. v přestupném roce). Do konce roku zbývá 112 dní.

## Události

### Česko
- 1799 – Vznikla Umělecká škola Společnosti vlasteneckých přátel umění, dnešní Akademie výtvarných umění (AVU), dekretem císaře Františka I. Škola sídlila v Klementinu a jejím prvním ředitelem byl Josef Bergler.
- 1898 – Rakouská císařovna Alžběta Bavorská byla zavražděna italským anarchistou Luigim Luchenim.
- 1928 – Při železniční nehodě v Zaječí zemřelo 24 osob, dalších 50 bylo zraněno.
- 1947 – Plánovaný atentát na tři ministry české vlády. Petr Zenkl, Prokop Drtina a Jan Masaryk dostali poštou balíčky s trhavinou. Přišlo se na to však dříve, než došlo k explozi. Více viz Krčmaňská aféra.

### Svět
- 0422 – Svatý Celestýn I. byl zvolen papežem.
- 1721 – Podepsáním Nystadského míru skončila Severní válka.
- 1902 – V Austrálii skončilo několikatýdenní období sucha, jedno z nejhorších v historii země.
- 1919 – V Saint-Germain-en-Laye podepsaly vítězné mocnosti první světové války mírovou smlouvu s Rakouskem.
- 1939 – Kanada vyhlásila válku Německu.
- 1942 – vylodění britských jednotek na Madagaskaru
- 1948 – Golda Meirová jmenována izraelskou velvyslankyní v SSSR.
- 1974 – Portugalsko uznalo nezávislost státu Guinea-Bissau.
- 1977 – Ve Francii došlo k poslední oficiální popravě gilotinou.
- 1982 – Byla vydána kompilace The Complete Silver Beatles.
- 1993 – V USA byla na stanici FOX odvysílána první epizoda kultovního seriálu Akta X.
- 1997 – V platnost vstoupila mezinárodní dohoda o vyhodnocování vlivů na životní prostředí – Espoo konvence.
- 2003 – Syrským premiérem byl zvolen Muhammad Naji al-Utri.
- 2008 – Nedaleko Ženevy byl do provozu uveden obří urychlovač částic Large Hadron Collider.
- 2013 – Apple představil nový iPhone 5S a iPhone 5C.

## Narození

### Česko

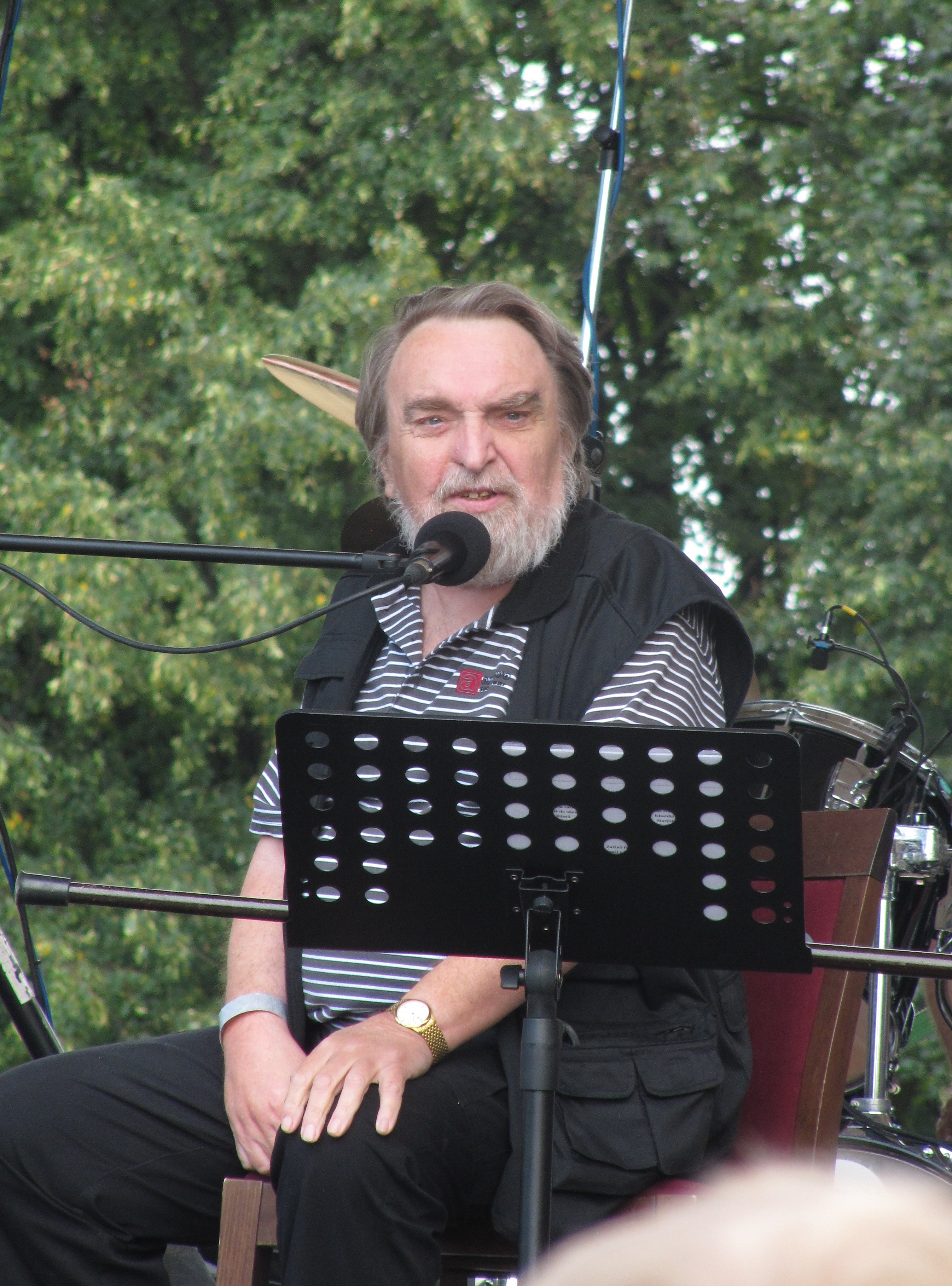
Jaroslav Wykrent (* 1943)

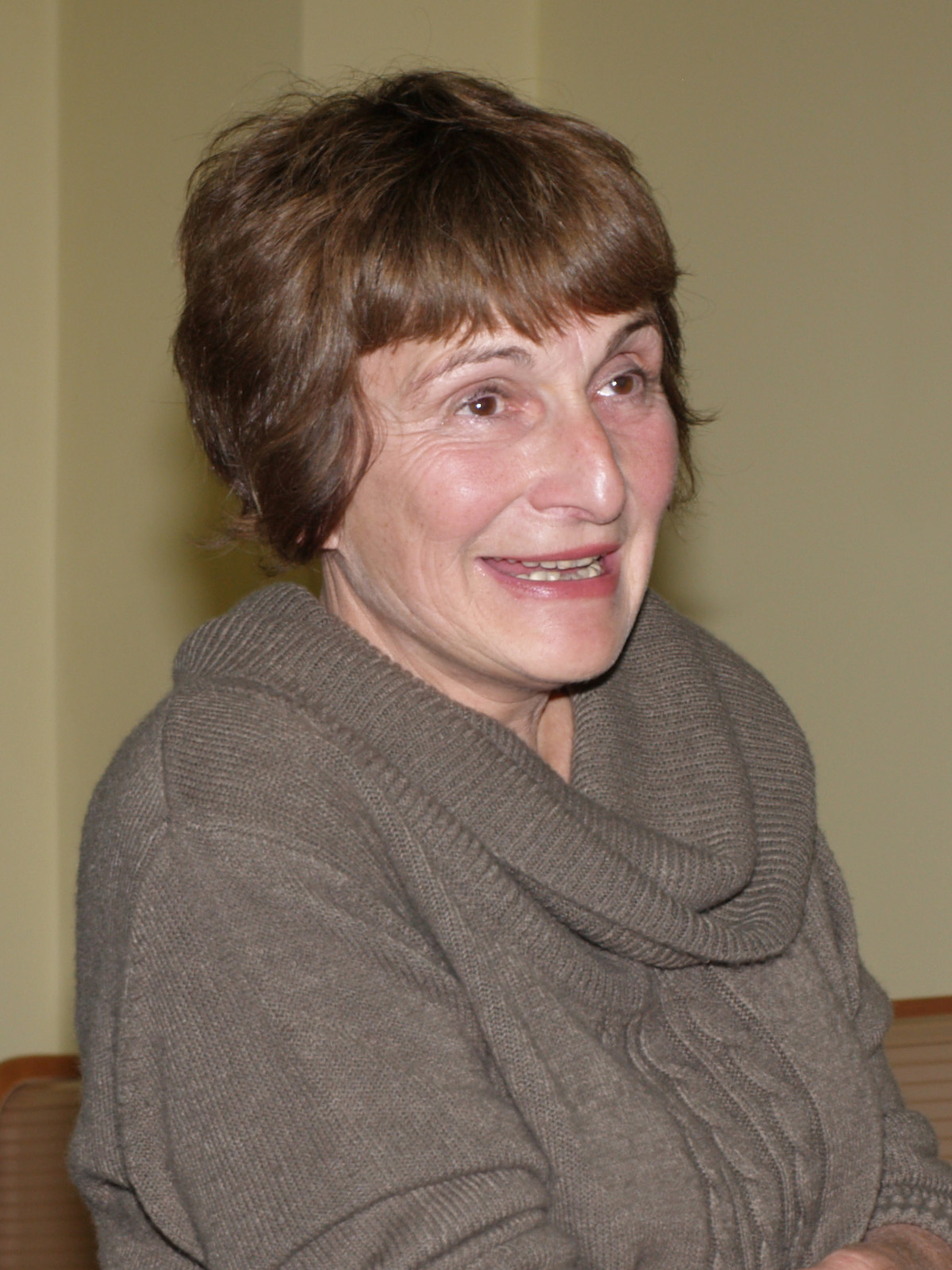
Olga Walló (* 1948)

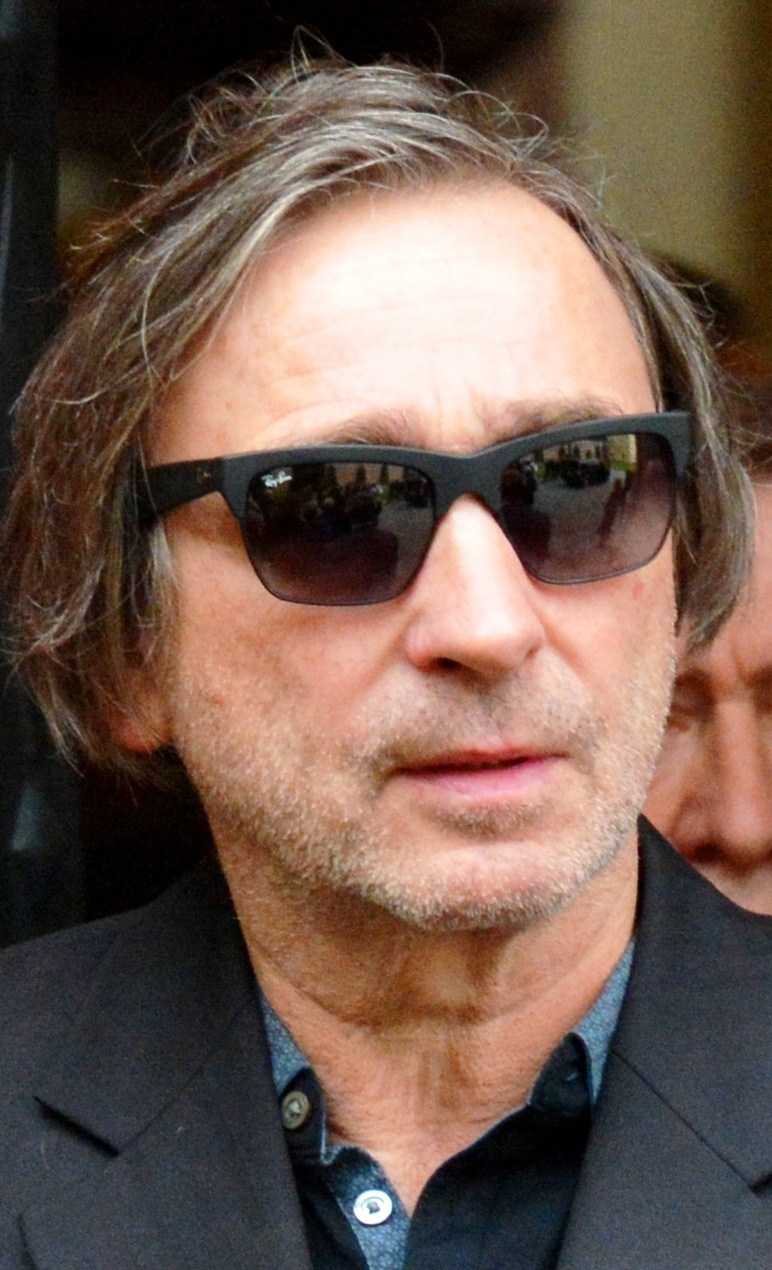
Ondřej Pavelka (* 1955)

- 1652 – Jan Sladký Kozina, vůdce chodského povstání († 28. listopadu 1695)
- 1811 – Jan Nepomuk František Desolda, český kněz a obrozenec († 8. února 1885)
- 1831 – Marie Ryšavá, herečka († 19. prosince 1912)
- 1853 – Ferdinand Blumentritt, autor článků a knih o Filipínách († 20. září 1913)
- 1857 – Břetislav Lvovský, kontrabasista a hudební skladatel († 12. července 1910)
- 1860 – Felix Neumann, ostravský architekt († 5. června 1942)
- 1866 – František Kaván, český malíř a básník († 16. prosince 1941)
- 1871 – Bohuslav Koukal, československý odborový funkcionář a politik († 3. srpna 1940)
- 1873 – Šimon Roháček, československý politik slovenské národnosti († 24. února 1934)
- 1880 – Gustav Brauner, český malíř († 3. března 1966)
- 1886 – František Janda, český architekt a urbanista († 2. března 1956)
- 1889
  - Otakar Hůrka, český akademický malíř († 21. července 1966)
  - Vilém Petrželka, dirigent, hudební skladatel a pedagog († 10. ledna 1967)
- 1890 – Franz Werfel, rakousko-český spisovatel († 26. srpna 1945)
- 1901 – Leo Meisl, český architekt († 18. listopadu 1944)
- 1904 – Václav Markup, akademický sochař († 18. července 1995)
- 1915 – Jakub Blacký, bojovník proti nacismu a komunismu († 3. února 2009)
- 1917 – Václav Ženíšek, oběť komunistického teroru († 13. listopadu 1952)
- 1919
  - Josef Illík, fotograf a kameraman († 21. ledna 2006)
  - Josef Dobiáš, kněz, církevní historik a překladatel († 28. ledna 2012)
- 1921 – Václav Razik, katolický kněz, biskup podzemní církve († 6. prosince 1984)
- 1923 – Dušan Havlíček, novinář a teoretik médií († 19. června 2018)
- 1924 – František Benhart, literární kritik, slavista a překladatel († 25. prosince 2006)
- 1926 – Ladislav Adamec, československý premiér († 14. dubna 2007)
- 1930
  - Jiří Hálek, herec
  - Josef Velda, herec († 21. listopadu 1994)
- 1932
  - Otakar Motejl, advokát a politik († 9. května 2010)
  - Vladimír Podborský, archeolog († 19. září 2022)
- 1936 – Jan Lála, československý fotbalový reprezentant
- 1943
  - Otakar Černý, televizní moderátor, novinář a sportovní publicista
  - Jaroslav Wykrent, hudebník  († 12. března 2022)
- 1948 – Olga Walló, dabingová režisérka, psycholožka, překladatelka a spisovatelka
- 1955 – Ondřej Pavelka, herec, režisér, scenárista a dramaturg
- 1957
  - Dana Bartůňková, herečka
  - Josef Bradna, herec
- 1969 – Václav Klaus mladší, politik a pedagog
- 1974 – Kateřina Kaira Hrachovcová, herečka a moderátorka
- 1976 – Patrik Hartl, režisér a spisovatel
- 1978 – Lenka Baarová, sólová flétnistka
- 1979 – Petr Kuboš, hokejista
- 1984 – Lukáš Hlava, skokan na lyžích
- 1991 – Kateřina Razýmová, běžkyně na lyžích
- 1993 – Tereza Petržilková, atletka, sprinterka

### Svět

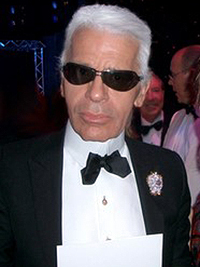
Karl Lagerfeld (* 1933)

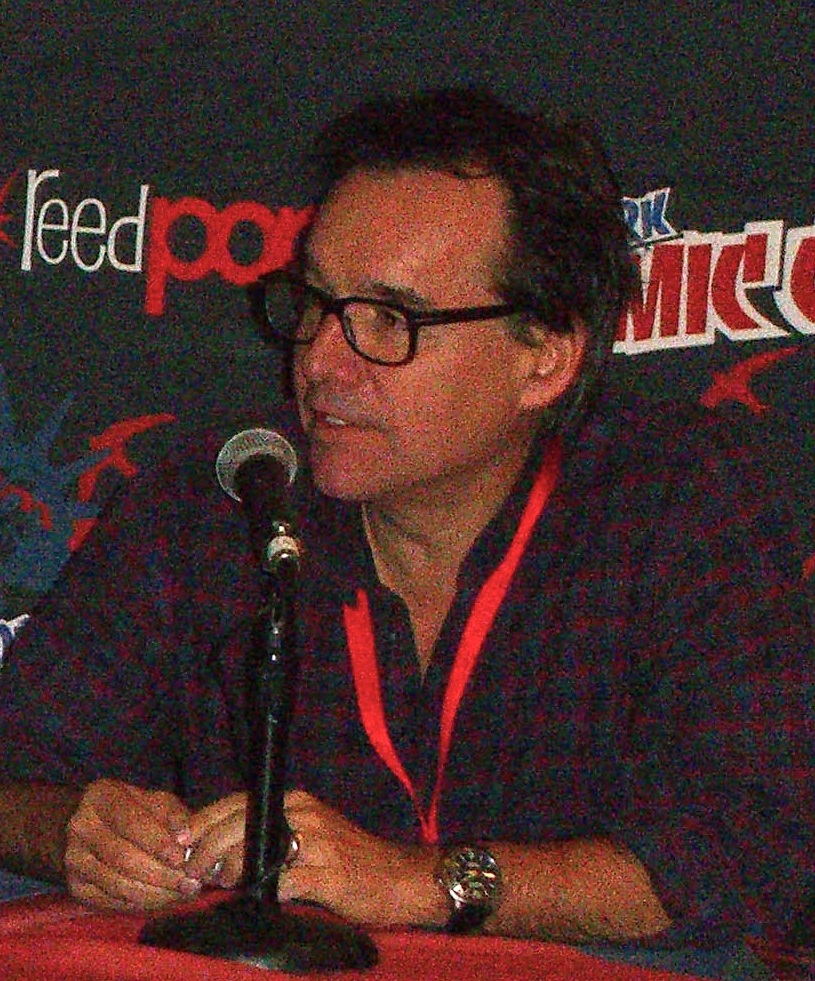
Chris Columbus (* 1958)

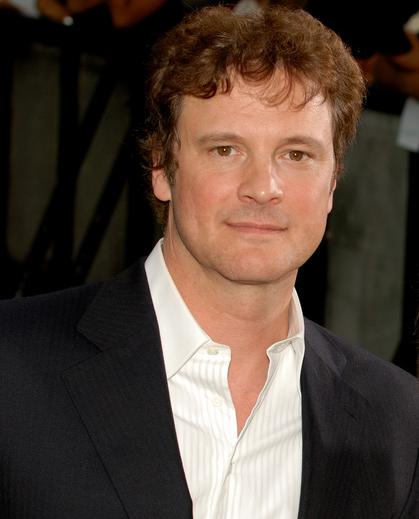
Colin Firth (* 1960)

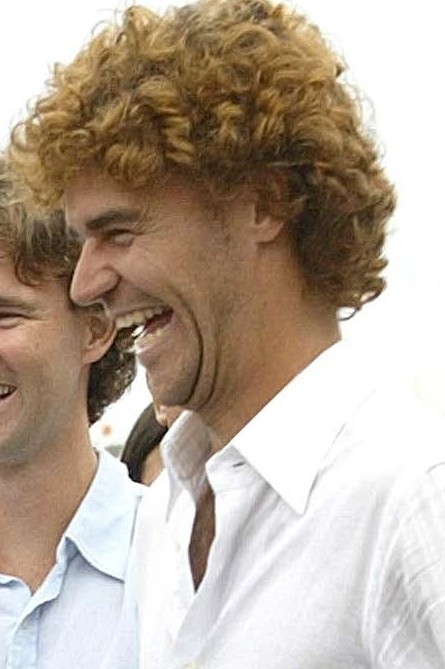
Gustavo Kuerten (* 1976)

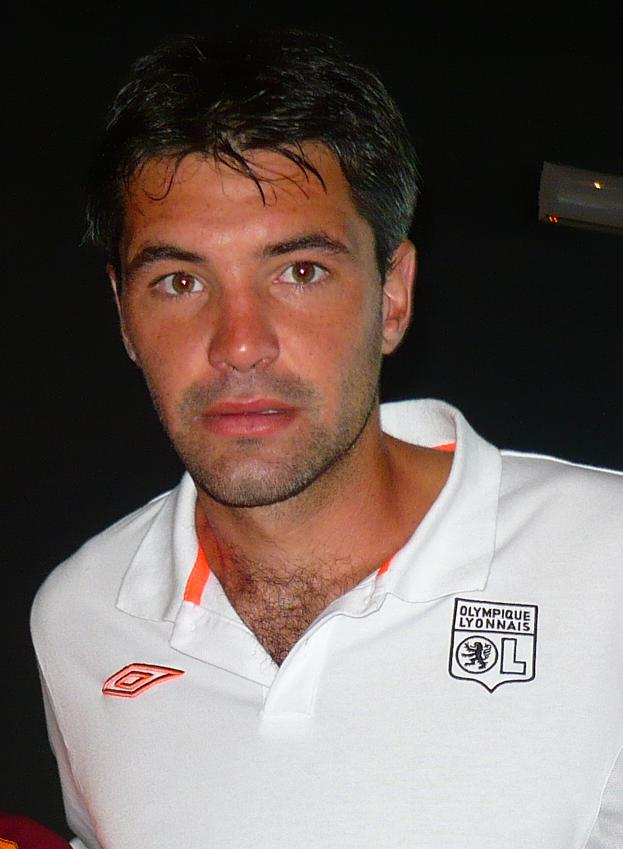
Jérémy Toulalan (* 1983)

- 0920 – Ludvík IV., západofranský král († 954)
- 1423 – Eleonora, kněžna asturská († 22. srpna 1425)
- 1487 – Julius III., papež († 23. březen 1555)
- 1521 – Thomas Wyatt, anglický povstalec († 11. dubna 1554)
- 1550 – Alonso Pérez de Guzmán, španělský generál († 26. července 1615)
- 1552 – Mikuláš Pálfy, uherský politik a diplomat († 23. dubna 1600)
- 1623 – Carpoforo Tencalla, italsko-švýcarský malíř († 9. března 1685)
- 1638 – Marie Tereza Habsburská, francouzská královna jako manželka Ludvíka XIV. († 1683)
- 1659 – Henry Purcell, anglický hudební skladatel († 21. listopadu 1695)
- 1714 – Niccolò Jommelli, italský hudební skladatel († 25. srpna 1774)
- 1755 – Bertrand Barère de Vieuzac, francouzský politik a novinář († 13. ledna 1841)
- 1771 – Caroline Vanhove, francouzská herečka († 11. dubna 1860)
- 1788 – Vilemína Luisa Bádenská, velkovévodkyně hesenská († 27. ledna 1836)
- 1794 – François Benoist, francouzský varhaník, skladatel a pedagog († 6. května 1878)
- 1822 – John Adams Whipple, americký fotograf a vynálezce († 10. dubna 1891)
- 1825 – Marie Karolína Rakouská, rakouská arcivévodkyně, vnučka císaře Leopolda II. († 17. července 1915)
- 1839 – Charles Sanders Peirce, americký filozof, logik († 1914)
- 1850 – Johann Baptist Blobner, rakouský pedagog, sbormistr a skladatel českého původu († 19. května 1931)
- 1855 – Robert Koldewey, archeolog a objevitel Babylonu († 1925)
- 1857 – Anton Bielek, slovenský spisovatel († 27. ledna 1911)
- 1860 – Marianne von Werefkinová, ruská malířka († 6. února 1938)
- 1863 – Charles Spearman, britský psycholog a statistik († 17. září 1945)
- 1866 – Jeppe Aakjær, dánský spisovatel († 22. dubna 1930)
- 1872 – Vladimir Klavdijevič Arseňjev, sovětský etnograf, geograf, cestovatel a spisovatel († 4. září 1930)
- 1885
  - Lauri Kettunen, finský filolog († 26. února 1963)
  - Dora Pejačević, chorvatská šlechtična a hudební skladatelka († 5. března 1923)
- 1887 – Giovanni Gronchi, 3. prezident Itálie († 17. října 1978)
- 1890 – Elsa Schiaparelliová, italská oděvní návrhářka († 13. listopadu 1973)
- 1891 – Carl Jacob Burckhardt, švýcarský esejista, diplomat a historik († 3. března 1974)
- 1892 – Arthur Compton, americký fyzik, nositel Nobelovy ceny za fyziku († 1962)
- 1894 – Olexandr Dovženko, sovětský filmový scenárista, producent a režisér († 25. listopadu 1956)
- 1897
  - Georges Bataille, francouzský myslitel, esejista a spisovatel († 8. července 1962)
  - Edith Jacobsonová, německo-americká psychoanalytička († 8. prosince 1978)
  - Otto Strasser, německý politik a člen NSDAP († 27. srpna 1974)
- 1901
  - Haakon Maurice Chevalier, americký spisovatel († 4. července 1985)
  - Ho Feng Shan, čínský diplomat, zachránce Židů († 28. září 1997)
- 1907 – Vladimir Ivanovič Němcov, sovětský radiotechnik a spisovatel († 3. ledna 1994)
- 1909 – Witold Henryk Paryski, polský horolezec a historik († 16. prosince 2000)
- 1910
  - Karol Aufricht, slovenský fotograf († 30. října 1975)
  - Eric de Maré, britský fotograf a spisovatel († 22. ledna 2002)
- 1911 – Nyrki Tapiovaara, finský režisér († 29. února 1940)
- 1913 – Friedrich Bachmayer, rakouský paleontolog († 25. července 1989)
- 1914 – Robert Wise, americký střihač, zvukař, filmový producent a režisér († 14. září 2005)
- 1917 – Masahiko Kimura, japonský judista († 18. dubna 1993)
- 1919 – Ladislav Slovák, slovenský dirigent († 22. července 1999)
- 1923 – Alfredo Nobre da Costa, premiér Portugalska († 4. ledna 1996)
- 1925 – Hubert Hammerer, rakouský sportovní střelec († 24. března 2017)
- 1927 – Gwen Watford, britská herečka († 6. února 1994)
- 1929 – Arnold Palmer, americký golfista († 25. září 2016)
- 1931 – Tomáš Klíma, americký lékař
- 1933
  - Jevgenij Vasiljevič Chrunov, sovětský kosmonaut († 19. května 2000)
  - Karl Lagerfeld, německý módní návrhář († 19. února 2019)
- 1937 – Jared Diamond, americký vědec a spisovatel
- 1939 – Cynthia Lennon, manželka hudebníka Johna Lennona († 1. dubna 2015)
- 1940 – Roman Kováč, slovenský lékař a politik
- 1941
  - Stephen Jay Gould, americký zoolog, paleontolog, evoluční biolog a historik vědy († 20. května 2002)
  - Christopher Hogwood, britský dirigent, cembalista a muzikolog († 24. září 2014)
- 1943
  - Richard Mullane, americký důstojník, zkušební pilot a astronaut
  - Neale Donald Walsch, americký spisovatel
- 1944
  - Élisabeth Roudinescová, francouzská historička a psychoanalytička
  - Art Tripp, americký chiropraktik a dřívější hudebník
- 1945 – José Feliciano, portorikánský slepý zpěvák, skladatel a kytarový virtuóz
- 1946 – Jim Hines, americký sprinter, dvojnásobný olympijský vítěz († 3. června 2023)
- 1949
  - Barriemore Barlow, bubeník skupiny Jethro Tull
  - Rick Rosas, americký baskytarista († 6. listopadu 2014)
- 1950 – Joe Perry, americký hudebník (Aerosmith)
- 1953 – Amy Irvingová, americká herečka
- 1955 – Pat Mastelotto, americký bubeník
- 1957 – Paweł Huelle, polský spisovatel († 27. listopadu 2023)
- 1958 – Chris Columbus, americký režisér, producent a scenárista
- 1960 – Colin Firth, britský herec
- 1962 – Tanja Langer, německá herečka a spisovatelka
- 1968 – Guy Ritchie, britský filmový režisér
- 1970 – Julie Halardová-Decugisová, francouzská tenistka
- 1972 – Gáda Šuáová, syrská vícebojařka
- 1974 – Ryan Phillippe, americký herec
- 1976
  - Gustavo Kuerten, brazilský tenista
  - Reinder Nummerdor, nizozemský volejbalista
- 1981 – Marco Chiudinelli, švýcarský tenista
- 1983 – Jérémy Toulalan, francouzský fotbalista
- 1984
  - Ismail Ahmed Ismail, súdánský atlet
  - Harry Treadaway, anglický herec
- 1987 – Lou Reed, velšský ragbista
- 1989 – Alexa Glatchová, americká tenistka
- 1993 – Ruggero Pasquarelli, italský zpěvák a herec
- 1995 – Jack Grealish, anglický fotbalista
- 1998 – Anna Blinkovová, ruská tenistka

## Úmrtí

### Česko

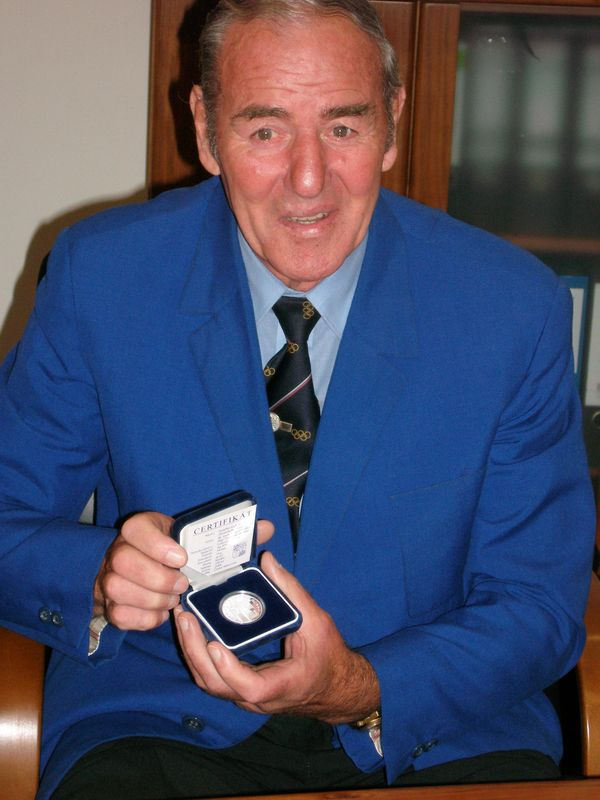
Josef Němec († 2013)

- 1845 – Jan Perner, stavitel železnic (* 7. září 1815)
- 1877 – Augustin Pavel Wahala, litoměřický biskup (* 23. ledna 1802)
- 1905 – Antonín Lhota, český malíř a pedagog (* 2. ledna 1812)
- 1907 – Antonín Mezník, český politik (* 28. dubna 1831)
- 1908 – Antonín Truhlář, literární historik (* 5. listopadu 1849)
- 1910 – Zdenko Hans Skraup, česko-rakouský chemik (* 3. března 1850)
- 1940 – Pavla Moudrá, spisovatelka a překladatelka (* 26. ledna 1861)
- 1942 – Jan Janák, skladatel a sbormistr (* 5. května 1871)
- 1945
  - Josef Jan Frič, zakladatel hvězdárny na Ondřejově (* 12. března 1861)
  - Josef Gočár, architekt (* 14. března 1880)
- 1957 – Roman Cikhart, pedagog, spisovatel a regionální historik (* 4. února 1886)
- 1962 – Ota Bubeníček, český malíř (* 31. října 1871)
- 1967 – Jan Dokulil, učitel, národopisec, vlastivědec, muzejník a spisovatel (* 1887)
- 1970 – Josef Černý, voják na východní frontě (* 13. září 1916)
- 1972 – Vojtěch Bořivoj Aim, hudební skladatel (* 13. dubna 1886)
- 1973 – Eduard Žáček, architekt
- 1977 – Pavel Hromek, příslušník výsadku Bauxite (* 12. srpna 1911)
- 1982 – Jan Blahoslav Čapek, spisovatel, komeniolog, literární historik a kritik (* 6. listopadu 1903)
- 1993 – Josef Odložil, běžec na střední tratě (* 11. listopadu 1938)
- 1999 – Radoslav Kratina, sochař, grafik, průmyslový návrhář, fotograf, malíř a kurátor (* 2. prosince 1928)
- 2008 – Lubomír Koželuha, zpěvák, sbormistr, hudební skladatel a pedagog (* 1. září 1918)
- 2010 – Jiří Novák, houslista (* 5. září 1924)
- 2013 – Josef Němec, český boxer, bronzový olympionik z Říma (1960) (* 25. září 1933)
- 2014 – Václav Hálek, hudební skladatel (* 17. března 1937)
- 2015 – Radim Palouš, český filosof, pedagog a rektor Univerzity Karlovy (* 6. listopadu 1924)

### Svět

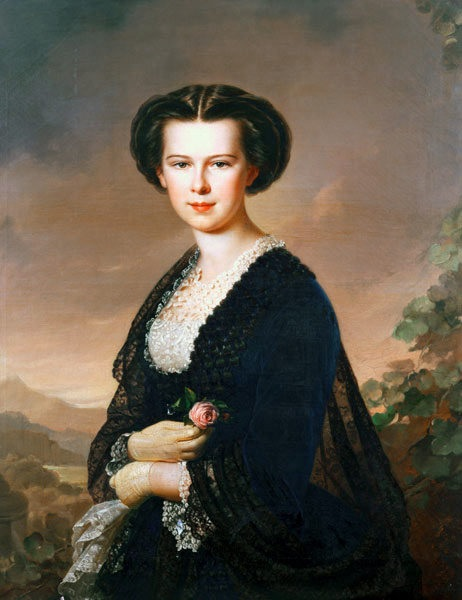
Alžběta Bavorská († 1898

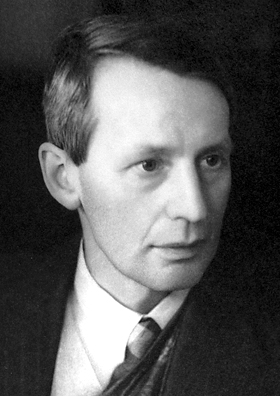
George Paget Thomson († 1975)

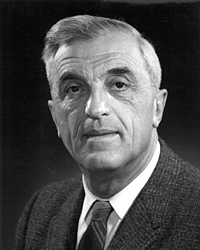
Felix Bloch († 1983)

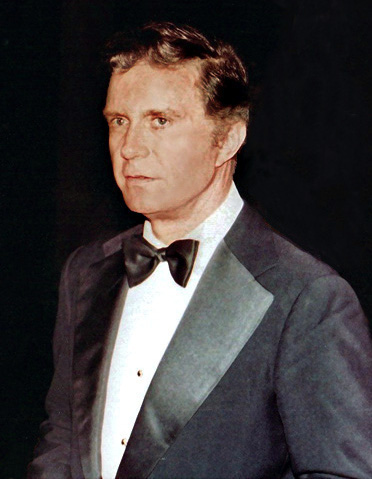
Cliff Robertson († 2011)

- 210 př. n. l. – Čchin Š'Chuang-ti, čínský císař (* 260 př. n. l.)
- 0918 – Balduin II. Flanderský, hrabě z Flander a z Boulogne (* 863/867)
- 0954 – Ludvík IV. Francouzský, západofranský král (* 920)
- 1167 – Matylda Anglická, římská císařovna a hraběnka z Anjou (* 7. února 1102)
- 1197 – Jindřich II. ze Champagne, hrabě ze Champagne, účastník křížové výpravy a nekorunovaný král Jeruzaléma (* 29. července 1166)
- 1281 – Jan II. Braniborský, markrabě braniborský a pán z Krosna (* 1237)
- 1305 – Svatý Mikuláš Tolentinský, augustiánský mnich (* kolem 1246)
- 1382 – Ludvík I. Veliký, polský a uherský král (* 1326)
- 1384 – Johana z Penthièvre, hraběnka z Penthièvrea a vévodkyně bretaňská (* 1319)
- 1419 – Jan I. Burgundský, burgundský vévoda (* 28. května 1371)
- 1547 – Pier Luigi Farnese, vévoda z Parmy, Piacenzy a Castra (* 19. listopadu 1503)
- 1604 – William Morgan, velšský překladatel (* 1545)
- 1622 – Karel Spinola, jezuitský misionář v Japonsku (* 1564)
- 1623 – Halime Sultan, osmanská Valide sultan během vlády Mustafy I. (* ?)
- 1669 – Henrietta Marie Bourbonská, anglická královna (* 25. listopadu 1609)
- 1684 – Johann Rosenmüller, německý barokní hudební skladatel (* 1619)
- 1712 – Martin z Kochemu, německý kněz a spisovatel (* 13. prosince 1634)
- 1749 – Émilie du Châtelet, francouzská matematička, fyzička a filozofka (* 17. prosince 1706)
- 1797 – Mary Wollstonecraftová, britská spisovatelka a feministka (* 27. dubna 1759)
- 1806 – Johann Christoph Adelung, německý jazykovědec a lexikograf (* 8. srpna 1732)
- 1827 – Ugo Foscolo, italský básník (* 1778)
- 1828 – Antoine-François Andréossy, francouzský generál a politik (* 6. března 1761)
- 1842 – Letitia Christian Tylerová, manželka 10. prezidenta USA Johna Tylera (* 12. listopadu 1790)
- 1867 – Šimon Sechter, rakouský varhaník, dirigent a skladatel (* 11. října 1788)
- 1883 – Hendrik Conscience, vlámský spisovatel (* 3. prosince 1812)
- 1887 – Samo Tomášik, slovenský romantický prozaik a básník (* 8. února 1813)
- 1889 – Karel III. Monacký, monacký kníže (* 8. prosince 1818)
- 1896 – Egon Hohenlohe-Waldenburg-Schillingsfürst, rakouský šlechtic (* 3. února 1853)
- 1898 – Alžběta Bavorská (Sisi), rakouská císařovna jako manželka Františka Josefa I. (* 24. prosince 1837)
- 1902 – Ivan Nabergoj, rakouský politik (* 28. května 1835)
- 1905 – Séraphin-Médéric Mieusement, francouzský fotograf (* 12. března 1840)
- 1918 – Carl Peters, německý koloniální podnikatel a cestovatel (* 27. září 1856)
- 1931 – Salvatore Maranzano, newyorský mafiánský boss (* 31. července 1886)
- 1933 – Laurits Andersen Ring, dánský malíř (* 15. srpna 1854)
- 1945 – Hugo Steiner-Prag, pražský německý grafik (* 12. prosince 1880)
- 1948 – Ferdinand I. Bulharský, bulharský car, spisovatel, botanik a filatelista (* 26. února 1861)
- 1950
  - Raymond Sommer, francouzský automobilový závodník (* 31. srpna 1906)
  - Erik z Rosenborgu, dánský princ (* 8. listopadu 1890)
- 1970 – Cy Denneny, kanadský hokejista (* 23. prosince 1891)
- 1974 – Melchior Wańkowicz, polský spisovatel a novinář (* 10. ledna 1892)
- 1975 – George Paget Thomson, britský fyzik, nositel Nobelovy ceny (* 1892)
- 1976 – Dalton Trumbo, americký scenárista a spisovatel (* 9. prosince 1905)
- 1978 – Georgi Markov, bulharský spisovatel zavražděný bulharskou tajnou službou (* 1. března 1929)
- 1979 – António Agostinho Neto, první prezident Angoly (* 17. září 1922)
- 1983 – Felix Bloch, švýcarsko-americký fyzik, nositel Nobelovy ceny (* 1905)
- 1985 – Ernst Öpik, estonský astronom (* 22. října 1893)
- 1986 – Pepper Adams, americký saxofonista (* 8. října 1930)
- 1988 – Virginie Satirová, americká terapeutka (* 26. června 1916)
- 2005 – Hermann Bondi, rakousko-anglický fyzik a kosmolog (* 1. listopadu 1919)
- 2007
  - Juma Santos, americký perkusionista (* 1947/1948)
  - Jane Wymanová, americká herečka, zpěvačka a tanečnice (* 5. ledna 1917)
- 2008 – Juraj Okoličány, slovenský hokejový rozhodčí a hokejový supervizor (* 28. března 1943)
- 2011 – Cliff Robertson, americký herec (* 9. září 1923)
- 2013 – Silvester Krčméry, slovenský politický vězeň (* 5. srpna 1924)
- 2014 – Richard Kiel, americký herec (* 13. září 1939)
- 2015
  - Adrian Frutiger, švýcarský tvůrce písma, typograf a grafik (* 24. května 1928)
  - Bengt Nyholm, švédský fotbalový brankář (* 30. ledna 1930)
- 2020 – Diana Rigg, anglická herečka (* 20. července 1938)

## Svátky

### Česko
- Irma, Irmina
- Krasava, Krasomila

### Svět
- WHO – Světový den prevence sebevražd[1]
- 10. a 11. září – Dny evropského kulturního dědictví
- Belize: Národní den
- USA: Národní den seniorů (je-li neděle)
- Afghánistán: Den vzniku národního shromáždění (je-li středa)

## Pranostiky

### Česko
- Neprší-li o Mikuláši, bude suchý podzim.
- Jiří s teplem, Mikuláš s pící.